# Desjuntados
Desjuntados é uma série de televisão brasileira de comédia romântica, lançada em 1 de outubro de 2021 e exibida pela Amazon Prime Video. Criada por Mina Oliveira e Dani Valente, a série foi dirigida por Anne Pinheiro Guimarães e Olivia Guimarães. Trouxe Letícia Lima e Gabriel Godoy como protagonistas.

## Sinopse
Desjuntados traz a história de um casal que está em processo de separação e são forçados a dividir o mesmo apartamento por questões financeiras. Camila (Letícia Lima) é uma vendedora em uma empresa de cosméticos e produtos de beleza. Caco (Gabriel Godoy) é um engenheiro químico que se encontra desempregado e em busca de uma remuneração. Os dois já não se suportam mais e vivem em pé de guerra. Entretanto, ambos estão afundados em dívidas e não possuem outra escolha a não ser morarem sob o mesmo teto.

## Elenco

### Principal
- Letícia Lima como Camila
- Gabriel Godoy como Carlos Augusto "Caco"
- Danni Suzuki como Paty
- Yuri Marçal como Marcinho
- Rômulo Arantes Neto como Roberto Carlos
- Letícia Isnard como Ana
- Marcelo Laham como Guilherme
- Matheus Macena como Esquilo

### Participações especiais
- Helena Fernandes como Helen
- Virginia Cavendish como Joana
- Totia Meireles como Anita
- Elisa Lucinda como Rita
- Aisha Jambo como Gláucia
- Inez Viana como Zélia
- Solange Teixeira como Jandira
- Patrícia Thomaz como Carol
- Karina Ramil como Amanda
- Jorge Lucas como Seu Vasconcelos
- Mónica Shou como Modelo MNF
- Joaquin González como Tom
- Annasofia Facello como Jane
- Leonardo Giucci como Gustavo
- Zéu Britto como conciérge
- Eduardo Moscovis como ele mesmo

## Resumo
| Temporada | Temporada | Episódios | Exibição             | Exibição             |
| Temporada | Temporada | Episódios | Estreia de temporada | Final de temporada   |
| --------- | --------- | --------- | -------------------- | -------------------- |
|           | 1         | 7         | 1 de outubro de 2021 | 1 de outubro de 2021 |

## Episódios

### 1.ª Temporada (2021)
| N.º na série | N.º na temp. | Título         | Dirigido por            | Escrito por                  | Exibição original    |
| --- | ------------ | -------------- | ----------------------- | ---------------------------- | -------------------- |
| 1 | 1            | "Desjuntar"    | Anne Pinheiro Guimarães | Mina Oliveira e Dani Valente | 1 de outubro de 2021 |
| Depois de serem forçados a dividir uma cabine em um cruzeiro, Caco e Camila se apaixonam. Mas quando seu casamento atinge a coceira de sete anos, eles acabam desistindo apenas para ter que continuar compartilhando o mesmo apartamento devido a problemas financeiros. |              |                |                         |                              |                      |
| 2 | 2            | "Desconcertar" | Anne Pinheiro Guimarães | Mina Oliveira e Dani Valente | 1 de outubro de 2021 |
| Para ajudar a salvar o apartamento da execução hipotecária, Camila decide alugar seu quarto pela internet. Caco fica incomodado com a quantidade de convidados entrando e saindo e pede ajuda ao seu melhor amigo, Marcinho.                                              |              |                |                         |                              |                      |
| 3 | 3            | "Desarranjar"  | Olivia Guimarães        | Mina Oliveira e Dani Valente | 1 de outubro de 2021 |
| Depois de ter a energia elétrica cortada por falta de pagamento, Caco percebe que não pode ficar apenas esperando a indenização. Junto com seu melhor amigo, Marcinho, ele abre uma empresa de entrega de churrasco em sua varanda para ganhar dinheiro.                  |              |                |                         |                              |                      |
| 4 | 4            | "Desmoronar"   | Olivia Guimarães        | Mina Oliveira e Dani Valente | 1 de outubro de 2021 |
| Caco e Camila recebem uma notificação de que seu apartamento pode ser leiloado. Caco decide pedir ajuda aos pais. A mãe dá-lhe o seu maior bem, um quadro de Portinari.                                                                                                   |              |                |                         |                              |                      |
| 5 | 5            | "Deslumbrar"   | Olivia Guimarães        | Mina Oliveira e Dani Valente | 1 de outubro de 2021 |
| Em seu primeiro encontro com Roberto Carlos, o carro de Camila é rebocado. Ela se envolve mais com ele e, para sua surpresa, ele se torna um grande amigo de Caco. |              |                |                         |                              |                      |
| 6 | 6            | "Desapegar"    | Anne Pinheiro Guimarães | Mina Oliveira e Dani Valente | 1 de outubro de 2021 |
| Caco fica muito chateado ao ver Roberto Carlos vestindo sua camisa favorita que Camila deu para ele. Ele faz tudo ao seu alcance para obter a "camisa" de volta. |              |                |                         |                              |                      |
| 7 | 7            | "Despertar"    | Anne Pinheiro Guimarães | Mina Oliveira e Dani Valente | 1 de outubro de 2021 |
| Camila faz as malas para ir morar com Roberto Carlos. Caco fica desesperado e faz tudo ao seu alcance para reconquistá-la. |              |                |                         |                              |                      |